# Mine d'Inden
 (mars 2025).
Si vous disposez d'ouvrages ou d'articles de référence ou si vous connaissez des sites web de qualité traitant du thème abordé ici, merci de compléter l'article en donnant les références utiles à sa vérifiabilité et en les liant à la section « Notes et références ».
La mine d'Inden est une mine à ciel ouvert de lignite située en Rhénanie-du-Nord-Westphalie en Allemagne. Elle appartient à RWE. Elle fait partie du bassin minier rhénan. Elle alimente la centrale thermique de Weisweiler (de) avec une production de 22 millions de tonnes par an. La mine a une réserve de 440 millions de tonnes. 

Panorama de la mine d'Inden.